# Сантакроче, Джироламо да
Джироламо да Сантакроче (итал. Girolamo da Santacroce); около 1490, Санта-Кроче, Венецианская республика — 9 июля 1556, Венеция, Венецианская республика) — итальянский живописец эпохи ренессанса, писавший картины в стиле венецианской живописной школы.

## Биография

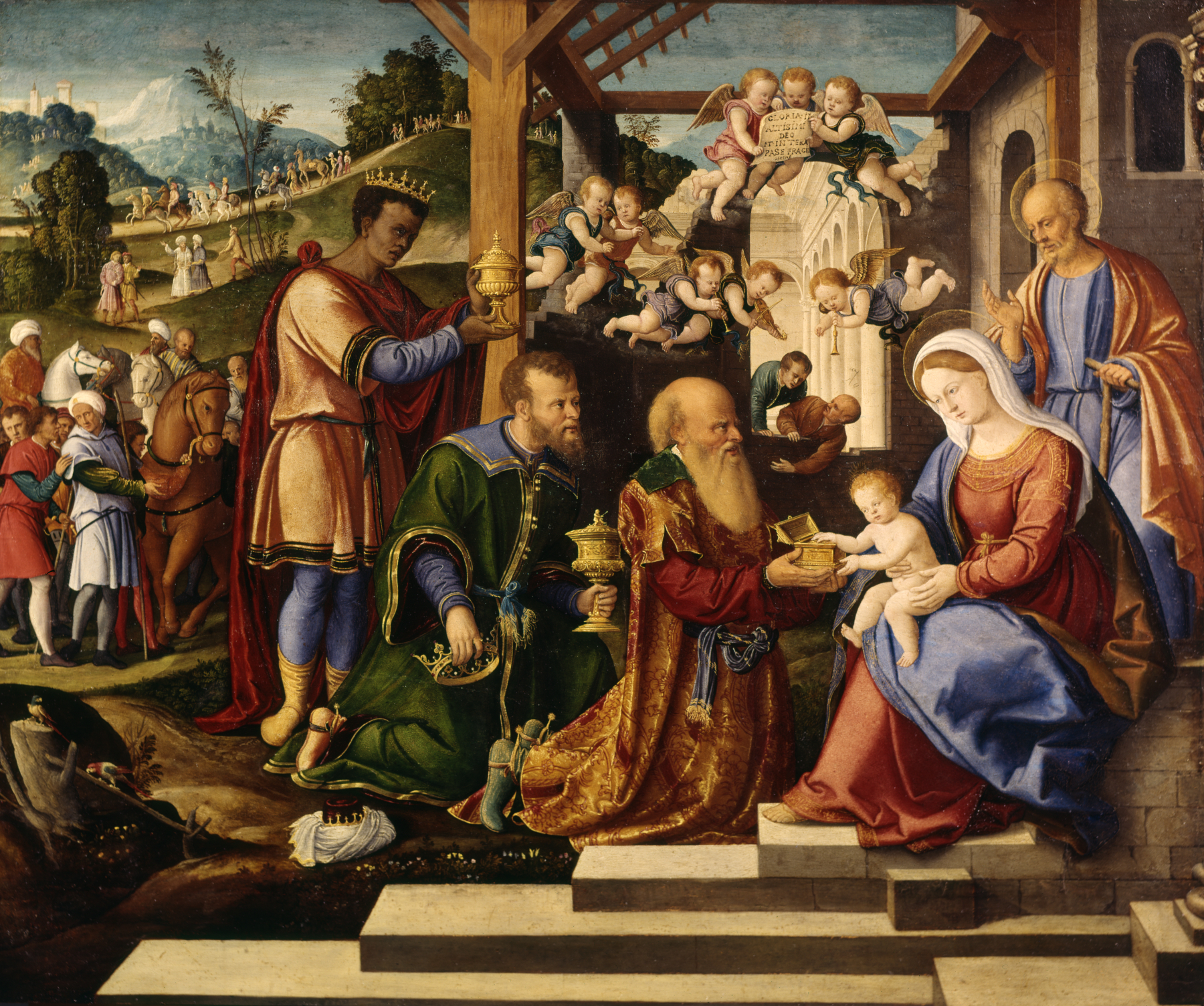
«Поклонение волхвов». Холст, масло. 92,08 х 105,41 см. Художественный музей Уолтерс, Балтимор

Точная дата рождения художника неизвестна. Искусствоведами принята условная датировка — начало 90-х годов XV века. Родился он в селении Сантакроче под Бергамо в семье портного по имени Бернардино. В раннем возрасте оказался в Венеции, где обучался живописи в мастерской Джентиле Беллини. Согласно документу — завещанию жены его учителя, в котором Сантакроче упоминается в качестве свидетеля под именем «мастера Иеронима, сына Бернардина», в 1503 году ему уже было чуть больше пятнадцати лет, и он уже был художником.
После смерти учителя в 1507 году, Сантакроче поступил на работу в мастерскую его брата, Джованни Беллини. О раннем периоде его творчества почти ничего неизвестно. В Национальной галерее в Лондоне хранятся две картины приписываемые кисти художника с изображениями святого Иоанна Евангелиста и святого Александра, датируемые 1512 годом. По мнению некоторых искусствоведов, обе картины были заказаны ему для оратория Богоматери Мирной в Венеции в память о епископе Габриэле, возглавлявшим кафедру Бергамо до своей смерти в 1512 году.
В 1516 году у Сантакроче родился сын по имени Франческо, который тоже стал художником. Первой подписанной работой живописца является «Мадонна Райерсона», написанная 24 октября 1516 года; ныне в коллекции Института искусств в Чикаго.

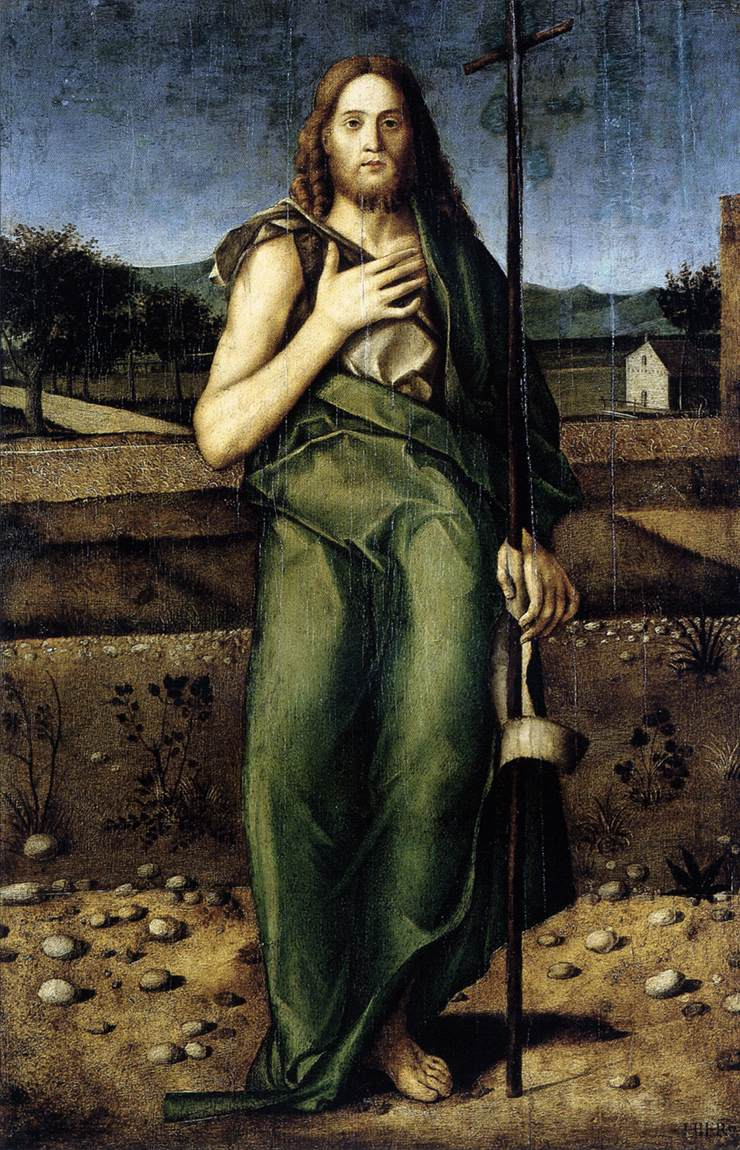
«Иоанн Креститель». Холст, масло. 69 х 46 см. Музей изобразительных искусств, Будапешт

В том же году, после смерти Джованни Беллини, художник некоторое время работал в мастерской Чимы да Конельяно. В 1517 году Сантакроче открыл свою мастерскую при храме Святого Антония. Среди полотен, написанных им в этот период и отличающихся монументальностью, особо выделяются «Призвание Матвея» (1519), «Святой Томас Бекет» (1520), алтарные образы «Богоматерь с младенцем и со святым Лаврентием Джустиниани» (1525) и «Святой Мартин, отдающий плащ бедняку» (1527). Отдельно в этом ряду стоит небольшая картина «Поклонение пастухов», ныне в собрании музея Кастельвеккьо в Вероне.
В 1530 году Сантакроче стал известным художником в Венеции. Популярность живописца способствовала росту заказов в его мастерской. В 1531 году им был написан триптих для собора Кастелланеты, или Апулийский триптих, ныне в собрании музея провинции Бари. В 1532 году он создал четырнадцать полотен по мотивам «Жития святого Франциска» для школы францисканцев в Венеции; все эти картины были утрачены. Известными сохранившимися работами мастера за 1533 год являются полотна «Богоматерь с младенцем и со святыми Иоанном Крестителем и Иеронимом» и «Святейшая Троица» в собрании Кастелло Сфорцеско в Милане. В 1534 году Сантакроче стал членом братства Великой школы милосердия, что окончательно поставило его имя в ряд влиятельных живописцев Венеции.
В марте 1536 года Сантакроче перенёс свою мастерскую к храму Святого Мартина. В 1539 году его статус в Великой школе милосердия был повышен. С середины 30-х годов XV века изображения на картинах живописца становятся грубее, лица темнее, одеяния шире и сложнее. Одной из лучших работ зрелого периода Сантакроче искусствоведами признан алтарный образ «Святая Варвара со святыми Бенедиктом, Николаем, Лаврентием и Витом», написанная им в 1541 году для храма Святого Мартина в Бурано. Известно, что в этот период он сотрудничал с другими художниками, которые не имели постоянных мастерских в Венеции, например, с Лоренцо Лотто.
Последней работой Сантакроче, стал созданные им в 1555 году полотна «Богоматерь с младенцем на троне с предстоящими святыми Магдалиной, Аполлонией, Люцией и Екатериной» и «Святые Николай и Иоанн Креститель» для алтаря в соборе Лючеры. Художник умер в Венеции 9 июля 1556 года.